# Dubiepeira dubitata
Dubiepeira dubitata är en spindelart som först beskrevs av Soares och Camargo 1948.  Dubiepeira dubitata ingår i släktet Dubiepeira och familjen hjulspindlar. Inga underarter finns listade i Catalogue of Life.